# گرادیشکا، بوسنی و هرزگوین
گرادیشکا، بوسنی و هرزگوین (به لاتین: Gradiška, Bosnia and Herzegovina) یک شهرک در بوسنی و هرزگوین است که در جمهوری صرب بوسنی واقع شده‌است.

## خصوصیات
گرادیشکا ۷۶۱٬۷۴ کیلومترمربع مساحت و ۵۶٬۷۲۷ نفر جمعیت دارد و ۱۶۳ متر بالاتر از سطح دریا واقع شده‌است.

## خواهرخوانده
شهرهای چوپریا و کاوالا خواهرخوانده‌های گرادیشکا، بوسنی و هرزگوین هستند.